# 8722 Schirra
8722 Schirra (1996 QU1) là một tiểu hành tinh vành đai chính được phát hiện ngày 19 tháng 8 năm 1996 bởi R. G. Davis ở Granville Observatory.